# 河口站 (云南省)
河口站位于中国云南省红河哈尼族彝族自治州河口瑶族自治县，有昆河铁路经过。车站由昆明铁路局开远车务段管辖，不办理客货运业务。车站站场设有3条到发线、2条货物线和1条牵出线。

## 历史

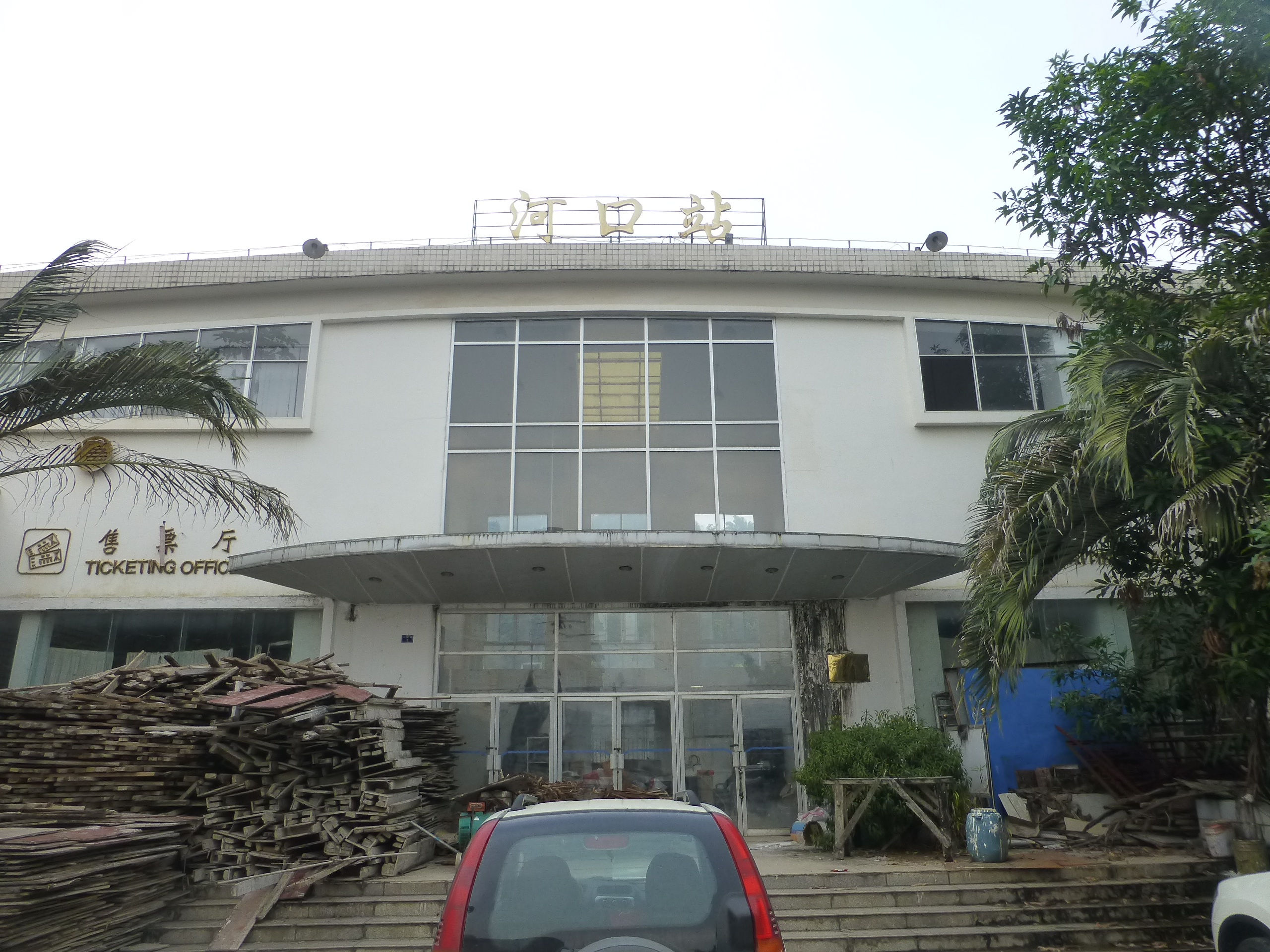
2002年建成的站房

河口站于1909年4月随滇越铁路河口至碧色寨段一起通车。当时法资滇越铁路公司云南办事处（CIY）在今妇幼保健院至东方红旅社间建设河口站站房和库房各一栋，建筑面积261平方米:355。其中候车室为砖混结构，外立面为黄色，面阔16米、进深5米、通高4米。此外站内还设有边境检查站:30。
1940年9月1日日军在海防登陆后，河口当地的中国驻军于9月11日炸毁河口-老街大桥，并拆除本站站房以及至碧色寨的路轨。日本投降后，国民政府于1946年成立碧河路修复委员会对拆除的路段进行恢复。修复工程于1947年因资金短缺而暂停。中共接管河口后于1956年8月恢复线路修复工程、并异地新建河口站:36。车站于1957年12月恢复通车，成为昆河铁路的一部分，站房面积1556平方米:244-5。
1958年山腰站开办国际联运业务，本站改为滇越出入境站。在贵昆铁路建成前，中国内地和云南省间的货运通过凭祥站经越南、通过本站后发往省内各地:245。
1978年至1991年间中越关系紧张之时车站关闭，不久后因战争被毁。在此期间昆河铁路旅客列车终点站改至蚂蝗堡站，与河口间通过汽车接驳:257。1992年昆明铁路局拨款358万元人民币对河口站主体工程进行维修并重建站房，于2002年10月完工。同年车站停止办理客运业务。
2018年昆明局集团和河口当地政府达成协议，计划利用河口站至南溪站21.7公里的米轨铁路开行旅游列车。当地政府为此重建车站站房。